# Australisk rallbeckasin
Australisk rallbeckasin (Rostratula australis) är en vadarfågel i familjen rallbeckasiner. Den är mycket nära släkt med rallbeckasinen och har tidigare behandlats som underart till denna, men urskiljs numera allmänt som egen art. Arten är mycket fåtalig och minskar i antal. IUCN kategoriserar den som starkt hotad.

## Utseende
Rallbeckasinerna gör skäl för sitt namn genom att bete sig som en rall men ha drag av en beckasin. Australisk rallbeckasin är mycket lik rallbeckasinen och har liksom denna trubbiga och breda vingar, och tårna sticker ut utanför spetsen på stjärten. Näbben är rätt tjock, förhållandevis kort, ljus och något nedåtböjd. På båda könen syns mycket tydliga gulbeige band som går från bröstsidan, över skuldran och bakåt över vingen.
Könen skiljer sig åt, där honan är praktfullare än hanen. Från strupen till övre delen av bröstet är den rödbrun, medan buken är vit. Den är vidare grönaktig ovan med ett vitt streck bakom ögat. Hanen är istället gråbrun på strupe, hals och bröst. Ovansidan är brungrön, vingtäckarna tvärfläckade i beige.
Från rallbeckasinen skiljer den sig genom hos honan brunsvart istället för rostbrun på strupe, örontäckare, nedre delen av kinderna, halssidorna och övre delen av bröstet. Vidare är det ljusa hjässtrecket vitaktigt snarare än beigefärgat. Den har kortare näbb och ben men längre vingar. Hanen är i genomsnitt gråare och blekare. Hos båda könen syns att fläckarna på stjärten är mer rundade.

## Utbredning och systematik
Fågeln återfinns i grunda våtmarker i norra och västra Australien. Den behandlas som monotypisk, det vill säga att den inte delas in i några underarter. Tidigare betraktades den ofta som en underart till rallbeckasin. Studier visar dock på skillnader i utseende, format, möjligen läten och genetik.

## Levnadssätt
Rallbeckasinerna har ovanligt bland fåglar omvänd könsordning, där den praktfulla honan uppvaktar hanen, som är den som ruvar äggen.

## Status
Australisk rallbeckasin har en mycket liten världspopulation bestående av uppskattningsvis endast mellan 270 och 410 häckande individer. Den tros också minska kraftigt i antal till följd av habitatförstörelse. Internationella naturvårdsunionen IUCN kategoriserar därför arten som starkt hotad.